# Wallyson
Wallyson Ricardo Maciel Monteiro, noto semplicemente come Wallyson (Natal, 17 ottobre 1988), è un calciatore brasiliano, attaccante dell'ABC.
È stato insieme a Roberto Nanni il capocannoniere della Coppa Libertadores 2011 con 7 reti.

## Palmarès

### Club

#### Competizioni statali
- Campionato Potiguar: 4

ABC: 2007, 2018, 2020, 2022
- Campionato Paranaense: 1

Atletico Paranaense: 2009
- Campionato Mineiro: 1

Cruzeiro: 2011
- Campionato Pernambucano: 1

Santa Cruz: 2016

#### Competizioni regionali
- Copa do Nordeste: 1

Santa Cruz: 2016

### Individuale
- Capocannoniere del Campionato Potiguar: 3

2007 (10 gol), 2018 (7 gol), 2022 (11 gol)
- Capocannoniere della Coppa Libertadores: 1

2011 (7 gol, a pari merito con Roberto Nanni)